# White Material
Pour plus de détails, voir Fiche technique et Distribution.
White Material est un film de Claire Denis sorti en salles le 24 mars 2010 après avoir été présenté en compétition officielle lors de la Mostra de Venise 2009. Le scénario a été coécrit par Claire Denis et Marie NDiaye.

## Synopsis
Dans un pays indéterminé en Afrique en pleine guerre civile opposant les troupes gouvernementales à une rébellion, Maria s'obstine aveuglement à poursuivre la récolte du café alors que la plantation Vial de son beau-père et de son ex-mari, André, se trouve sous la menace immédiate du conflit. Malgré le départ des ouvriers agricoles et les injonctions à quitter le pays de la part de l'armée française et de la population qui lui est restée proche, elle supplée au manque de main d'œuvre en allant recruter à la ville la plus proche des travailleurs pour les cinq derniers jours nécessaires à la récolte. André, qui perçoit l'imminence du danger, tente de négocier leur immunité et leur départ auprès de Sheriff, le maire de la ville, qui leur propose une escorte pour fuir le pays en contre-partie de la vente de la plantation. Leur fils, Manuel, totalement désœuvré et fragile psychologiquement, bascule dans la folie à la suite du choc d'une attaque dont il est victime de la part de jeunes enfants soldats proches des troupes rebelles qui le dépouillent. Le « boxeur », un des chefs de la rébellion, est gravement blessé et trouve refuge chez Maria qui l'héberge et lui propose son aide. Les troupes gouvernementales en reprenant le contrôle de la zone n'hésitent pas à réprimer dans le sang les forces rebelles armées se trouvant sur les terres de la plantation.

## Fiche technique
- Réalisation : Claire Denis
- Scénario : Claire Denis et Marie NDiaye
- Chef opérateur : Yves Cape
- Montage : Guy Lecorne
- Son : Jean-Paul Mugel
- Décors : Alain Veissier
- Costumes : Judy Shrewsbury
- Musique : Stuart Staples (Tindersticks)
- Sociétés de production : Why Not Productions et France 3 Cinéma, Wild Bunch, en association avec la SOFICA Cinémage 2
- Producteur : Pascal Caucheteux
- Distribution : Wild Bunch Distribution (France), Imagine Film Distribution (Belgique), JMH Distribution (Suisse)
- Langue : français
- Format : couleur – 1,85:1 – 35 mm – Dolby SRD
- Durée : 102 minutes
- Dates de sortie :
  - Italie : 6 septembre 2009 (Mostra de Venise)
  - France : 24 mars 2010
  - Belgique : 5 mai 2010
  - Suisse romande : 12 mai 2010

## Distribution
- Isabelle Huppert : Maria

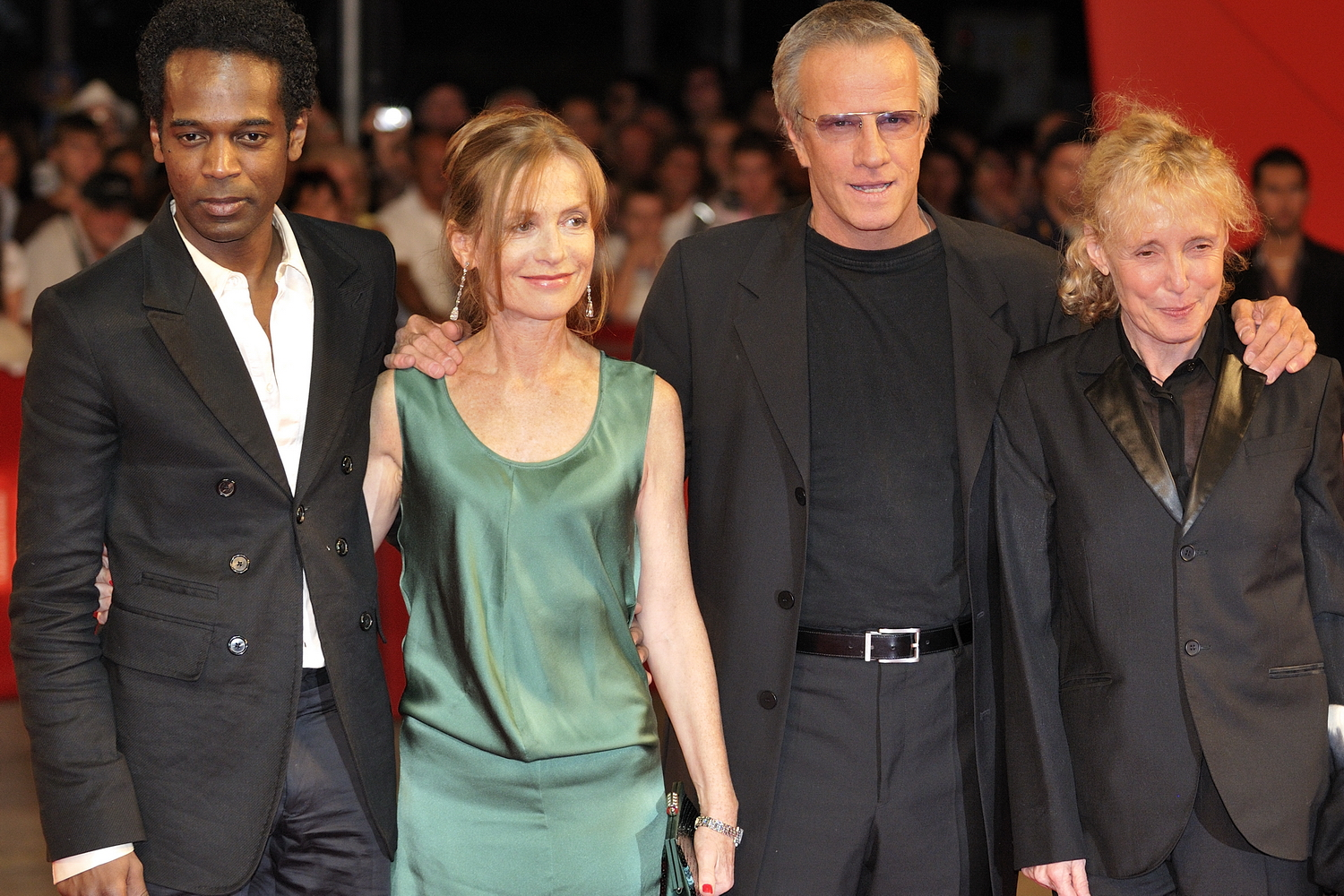
L'équipe du film lors de la Mostra de Venise 2009. De gauche à droite : William Nadylam, Isabelle Huppert, Christophe Lambert et Claire Denis.

- Christophe Lambert : André Vial, l'ex-mari de Maria
- Nicolas Duvauchelle : Manuel Vial, leur fils
- Isaach de Bankolé : L'officier rebelle dit « le boxeur »
- Adèle Ado : Lucie Vial, la seconde épouse d'André
- Michel Subor : Henri Vial, père d'André
- Daniel Tchangang : José Vial, le second fils d'André et de Lucie
- William Nadylam : Chérif, maire de la ville
- David Gozlan : Hamudi
- Ali Barkai : Jeep, le chef des enfants rebelles
- Jean-Marie Ahanda :
- Martin Poulibé :
- Patrice Eya :
- Serge Mong :
- Mama Njouam :
- Thomas Dumerchez :
- Christine-Ange Tatah :

## Projet et réalisation
La réalisatrice Claire Denis a vécu et grandi une partie de son enfance dans le nord Cameroun où son père était administrateur civil dans les années 1940-1950. Elle a déclaré à de nombreuses reprises être restée très marquée par l'Afrique qui fut déjà le sujet principal de son premier film, Chocolat, en 1988, et qui infuse plus ou moins discrètement la matière de tous ses films. En particulier son travail s'intéresse aux rapports complexes entre Blancs et Noirs, dans le contexte de la post-décolonisation et des crises politico-ethniques actuelles que connait le continent africain. Le titre du film, coscénarisé avec la romancière Marie NDiaye dont c'est le premier travail pour le cinéma, fait référence à une phrase prononcée par un jeune rebelle demandant à un enfant de laisser des objets manufacturés européens qu'il déclare être du « white material » c'est-à-dire du « matériel pour Blancs » tout en pouvant être également littéralement interprété comme de la « matière blanche » que l'Afrique doit évacuer.
Financé principalement par la société Why Not Productions, le budget total du film est de 6,3 millions d'euros. Les premiers repérages pour le film se font au Ghana durant dix jours, avec Marie NDiaye.

## Réception critique
Pour Les Inrocks, White Material est « une fable magnifique sur l’appartenance et l’attachement à un territoire [...] dénué de tout jugement, de tout manichéisme mais aussi de tout sentimentalisme exacerbé » dans laquelle chaque personnage apporte sa pleine part au film. La critique souligne aussi la « vision politique, romanesque, mythologique [et] métaphysique » propre aux films de Claire Denis grâce à un « art tout en ruptures et en ellipses ».
Sur Slate.fr, Jean-Michel Frodon souligne combien le filme met en scènes "de multiples forces actives captées comme autant de courants qui irriguent  le film. Dangereusement, sensuellement, amoureusement, brutalement."
Globalement le film obtient dans les agrégateurs de critiques cinématographiques anglophones, 88 % de jugements favorables, avec un score moyen de 7,3⁄10 sur la base de 81 critiques collectées sur le site Rotten Tomatoes. Sur le site Metacritic, il obtient un score de 81⁄100, sur la base de 26 critiques collectées.
Sur l'ensemble de la période d'exploitation le film totalise 147 295 entrées en France.

## Distinctions
White Material a concouru en compétition officielle lors de la Mostra de Venise 2009. Le 24 novembre 2010, le film fait partie des huit films sélectionnés pour l'obtention du prix Louis-Delluc 2010.